# Clôture normale (théorie des groupes)
En théorie des groupes, la clôture normale d'un sous-ensemble {\displaystyle S} d'un groupe {\displaystyle G} est le plus petit sous-groupe normal de {\displaystyle G} contenant {\displaystyle S.}

## Définitions équivalentes
- La clôture normale {\displaystyle \operatorname {cln} _{G}(S)} de {\displaystyle S} dans {\displaystyle G} est l'intersection de tous les sous-groupes normaux de {\displaystyle G} contenant {\displaystyle S}[1] :{\displaystyle \mathrm {cln} _{G}(S)=\bigcap _{S\subseteq N\triangleleft G}N.}
- Le sous-groupe {\displaystyle \operatorname {cln} _{G}(S)} est engendré par l'ensemble {\displaystyle S^{G}=\{s^{g}:g\in G\}=\{g^{-1}sg:g\in G\}} de tous les conjugués dans {\displaystyle G} des éléments de {\displaystyle S.}
- On peut donc aussi écrire{\displaystyle \mathrm {cln} _{G}(S)=\{g_{1}^{-1}s_{1}^{\epsilon _{1}}g_{1}\dots g_{n}^{-1}s_{n}^{\epsilon _{n}}g_{n}:n\geq 0,\epsilon _{i}=\pm 1,s_{i}\in S,g_{i}\in G\}.}

## Propriétés
Tout sous-groupe normal est égal à sa clôture normale.
La clôture normale de l'ensemble vide est le sous-groupe trivial.
Il existe d'autres notations pour la clôture normale dans la littérature, comme {\displaystyle \langle S^{G}\rangle ,}{\displaystyle \langle S\rangle ^{G},}{\displaystyle \langle \langle S\rangle \rangle _{G}} ou {\displaystyle \langle \langle S\rangle \rangle ^{G}.}
Le dual du concept de clôture normale est celui d'intérieur normal ou cœur, défini comme le sous-groupe engendré par la réunion des sous-groupes normaux de {\displaystyle G} contenus dans {\displaystyle S}.

## Présentation de groupe
Pour un groupe donné par une présentation {\displaystyle G=\langle S\mid R\rangle } avec des générateurs {\displaystyle S} et des relations {\displaystyle R,} il est équivalent de définir {\displaystyle G} comme le groupe quotient {\displaystyle G=F(S)/\mathrm {cln} _{F(S)}(R),} où {\displaystyle F(S)} est un groupe libre sur {\displaystyle S}.